# Halis Özkahya

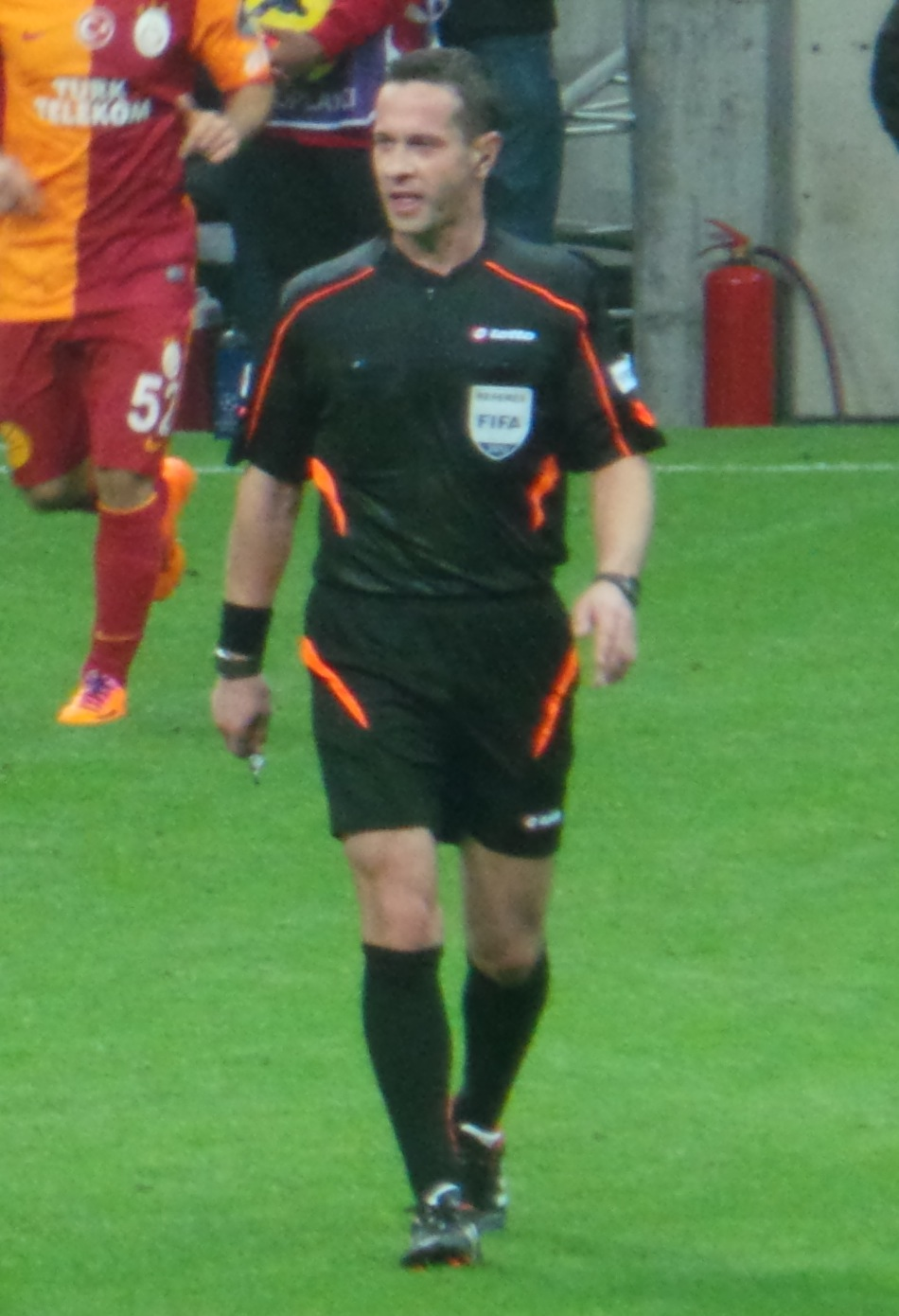
Halis Özkahya

Halis Özkahya (* 30. Mai 1980 in Kütahya) ist ein türkischer Fußballschiedsrichter. Er leitet seit 2006 Spiele in der höchsten türkischen Liga, seit 2009 auch international für die FIFA.

## Werdegang
Sein Debüt in der Süper Lig gab Özkahya am 20. August 2006 am dritten Spieltag der Saison 2006/07 bei dem 0:0 zwischen Torku Konyaspor und Medical Park Antalyaspor. 2009 berufen, ist er heute einer von sieben FIFA-Schiedsrichtern aus der Türkei. Sein erster internationaler Einsatz war das Qualifikations-Hinspiel Ertis Pawlodar gegen Haladás Szombathely in der Europa League. 2011 wurde er von der UEFA in deren vierthöchste Schiedsrichter-Kategorie „Second Group“ eingestuft. Am 26. März 2013 leitete er das Qualifikationsspiel für die WM 2014 in der Gruppe C zwischen der deutschen Fußballnationalmannschaft und Kasachstan (4:1).
Özkahya ist hauptberuflich Sportlehrer.

## Statistik
| Saison    | Süper Lig | Türkiye Kupasi | Europa League | Champions League | Länderspiele |
| --------- | --------- | -------------- | ------------- | ---------------- | ------------ |
| 2006/2007 | 11        | 0              | –             | –                | –            |
| 2007/2008 | 16        | 1              | –             | –                | –            |
| 2008/2009 | 15        | 1              | –             | –                | –            |
| 2009/2010 | 16        | 1              | 0 / 1         | 0                | 0            |
| 2010/2011 | 17        | 2              | 0 / 1         | 0                | 1            |
| 2011/2012 | 17        | 1              | 2 / 0         | 0 / 2            | 0            |
| 2012/2013 | 15        | 0              | 1 / 1         | 0                | 1            |
| Gesamt    | 107       | 6              | 3 / 3         | 0 / 2            | 2            |

Anmerkungen: Stand der Liste: 27. März 2013. Die Einteilung „x / y“ beschreibt links des Schrägstriches die Anzahl der Einsätze im Wettbewerb und rechts die Spiele in der jeweilig dazugehörenden Qualifikation. Die Spalte „Länderspiele“ zählt sämtliche dieser im A-Bereich auf, sowohl Freundschaftsspiele als auch zum WM-/EM-(Qualifikations-)Spiele.